# Lonna
Lonna (suédois : Lonnan) est une île de Suomenlinna à Helsinki en Finlande.

## Description
Lonna mesure environ 150 mètres de long et elle est à environ 1,5 kilomètre du continent.
Au temps de la domination suédoise, l'île appartient à la villë.
En 1808, pendant la guerre de Finlande, les négociations ont par deux fois lieu à Lonna.
L'île sera ensuite appelée l'île de la négociation (russe : Peregovornyi) pendant la période russe.

## Bâtiments de Lonna
| Carte des bâtiments de l'île Lonna (H)                            |
| Carte interactive de Suomenlinna (cliquer pour voir les détails). |

## Galerie

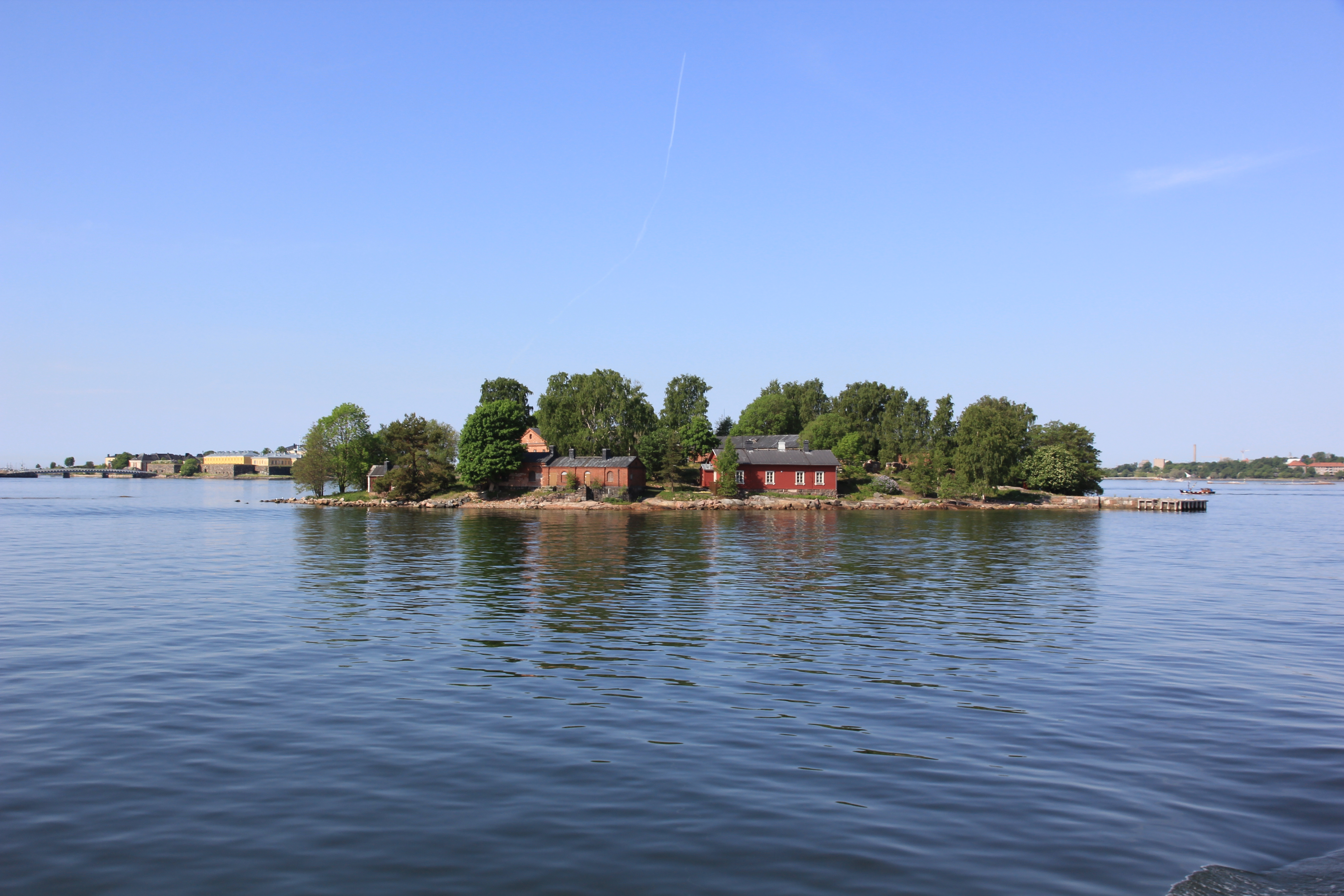
Lonna vue du nord-est.
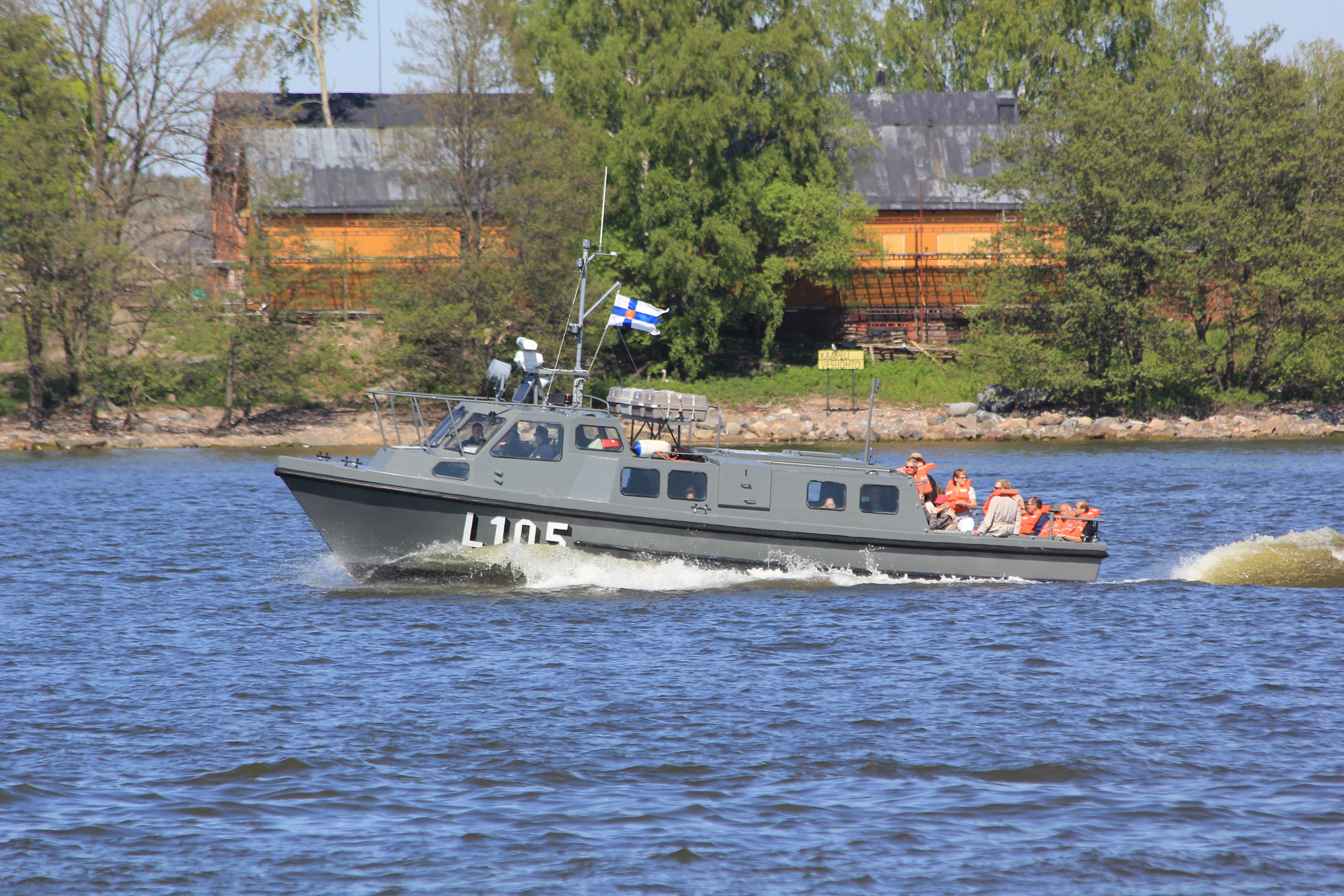
Transport de personnel de l'armée L105 devant l'île de Lonna.
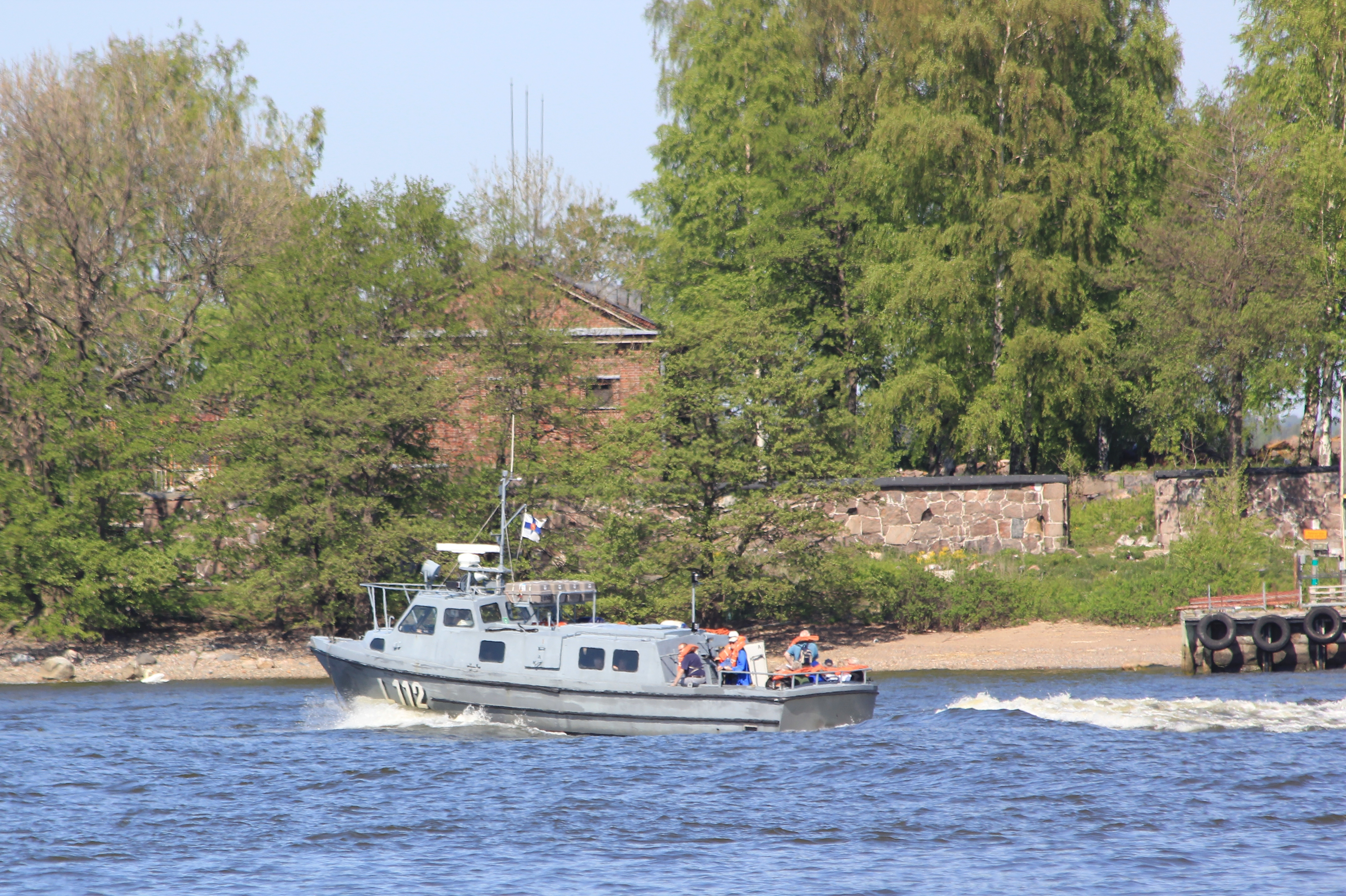
Transport de personnel de l'armée L122.
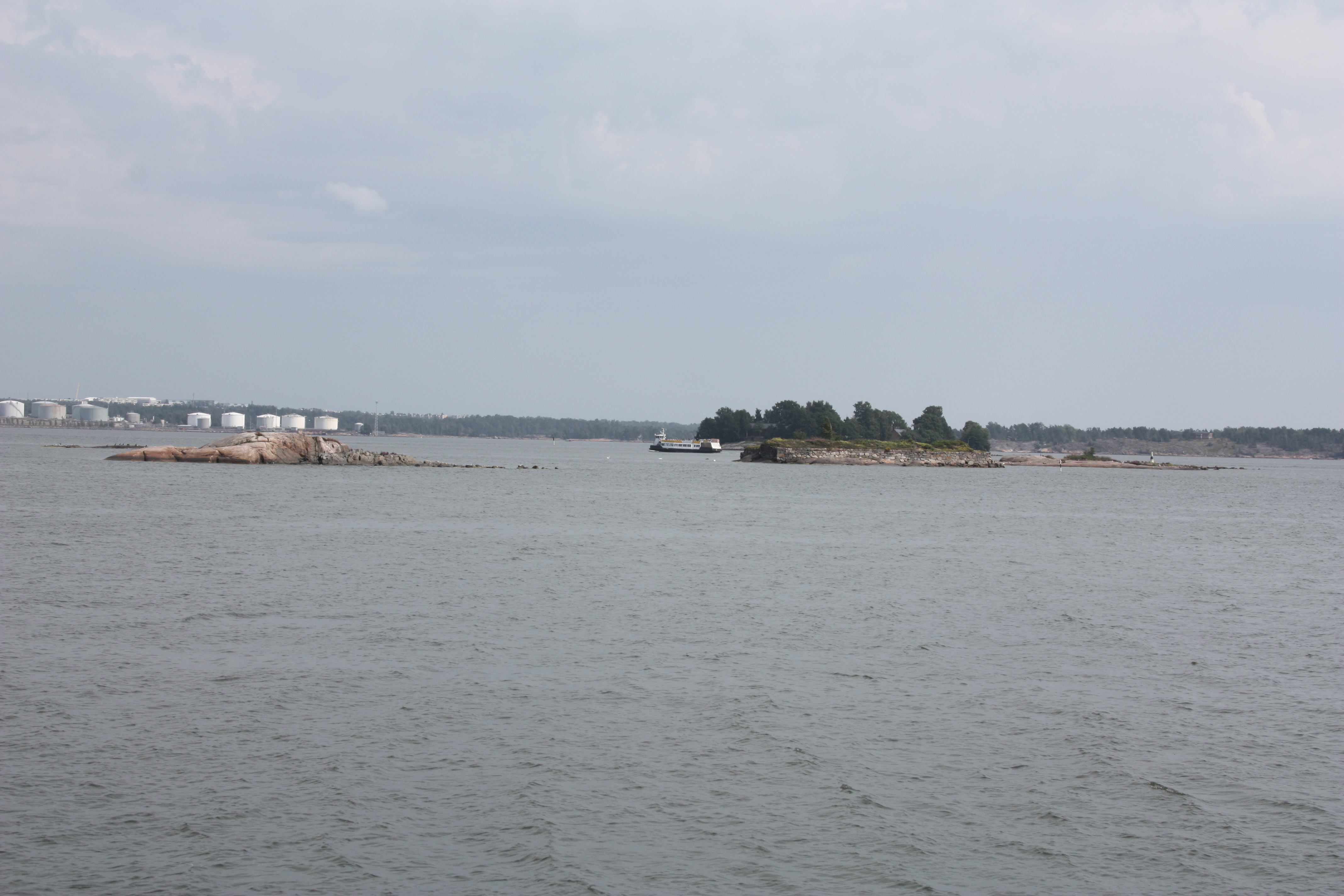
Récifs des îles Lonna et Pormestarinluodot.